# 샤랑트마리팀주의 캉통
프랑스 샤랑트마리팀주에는 총 27개의 캉통이 속해 있다. 2015년 3월 행정구역 총개편으로 인해 현재는 다음과 같이 설치되어 있다.
- 에트레
- 샤니에르
- 샤틀레용플라주
- 일돌레롱
- 일드레
- 라자리
- 종자크
- 라고르
- 마랑
- 마렌
- 마타
- 퐁
- 로슈포르
- 라로셸 1
- 라로셸 2
- 라로셸 3
- 로양
- 생장당젤리
- 생포르셰르
- 생트
- 생통주에스튀에르
- 소종
- 쉬르제르
- 테나크
- 토네샤랑트
- 라트랑블라드
- 레트루아몽